# 80
Glej tudi: število 80
80 (LXXX) je bilo prestopno leto, ki se je po julijanskem koledarju začelo na soboto.

## Dogodki
- 1. januar

## Rojstva
- Ašvaghoša, indijski budistični filozof in pesnik († 150)

## Smrti
- Kudžula Kadfiz, vladar Kušanskega cesarstva (* 20)